# Thesium triste
Thesium triste är en sandelträdsväxtart som beskrevs av Arthur William Hill. Thesium triste ingår i släktet spindelörter, och familjen sandelträdsväxter. Inga underarter finns listade i Catalogue of Life.